# Spelen för små stater i Europa 1987
Spelen för små stater i Europa 1987 var den andra upplagan av Spelen för små stater i Europa och hölls i Monaco mellan den 14 och 17 maj 1987.

## Sporter
- Basket
- Cykelsport
- Friidrott
- Judo
- Skytte
- Simning
- Tennis
- Styrkelyft
- Volleyboll

## Medaljtabell
Källa:
  *   Värdland ( Monaco)
| Nr                  | Nation              | Guld | Silver | Brons | Totalt |
| ------------------- | ------------------- | ---- | ------ | ----- | ------ |
| 1                   | Island (ISL)        | 27   | 14     | 7     | 48     |
| 2                   | Luxemburg (LUX)     | 15   | 25     | 22    | 62     |
| 3                   | Cypern (CYP)        | 13   | 17     | 16    | 46     |
| 4                   | Monaco (MON)*       | 6    | 3      | 11    | 20     |
| 5                   | Liechtenstein (LIE) | 3    | 1      | 6     | 10     |
| 6                   | San Marino (SMR)    | 1    | 5      | 5     | 11     |
| 7                   | Malta (MLT)         | 1    | 1      | 4     | 6      |
| 8                   | Andorra (AND)       | 0    | 0      | 1     | 1      |
| Totalt (8 nationer) | Totalt (8 nationer) | 66   | 66     | 72    | 204    |